# 宮越大
宮越 大（みやこし だい、1974年9月6日 - ）は、富山県富山市出身の競輪選手。日本競輪選手会（以下、選手会）常務理事（富山支部長兼務）。日本競輪学校（当時。以下、競輪学校）第77期生。師匠は笹倉重治（48期）。弟の宮越孝治も現役の競輪選手（82期）。

## 来歴
富山県立富山工業高等学校を経て競輪学校に入学。在校競走成績は69位（5勝）。
1996年4月14日、名古屋競輪場でデビューし2着。初勝利は同年4月28日の甲子園競輪場。
2015年7月1日より実施される、競輪の後期級班別ランキングにおいて、40歳にして初めて競輪界最高ランク（S級S班は除く）であるS級1班に昇格。
のち選手会富山支部長に就任、さらに2022年6月下旬より選手会常務理事に就任したため公務専念によりそれ以降は競走参加を控えており、実質のラストレースは同年6月20日の宇都宮FII（モーニング）最終日第7レース（決勝）5着であった。

## 関連記事
- 兄弟スポーツ選手一覧